# Décès en 853
Décès
- 849
- 850
- 851
- 852
- 853
- 854
- 855
- 856
- 857

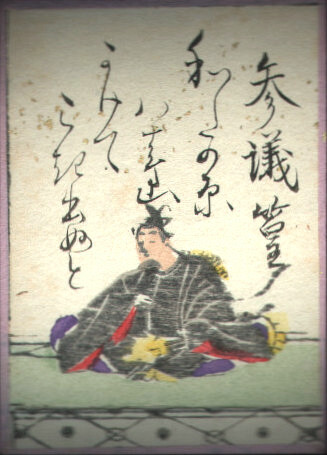
Ono no Takamura est mort en 853.

Cette page dresse une liste de personnalités mortes au cours de l'année 853 :
- 3 février : Ono no Takamura, poète, fonctionnaire et érudit japonais du début de l'époque de Heian.
- 26 mars : Haymon d'Halberstadt, moine bénédictin, puis évêque d'Halberstadt.
- Guerin de Provence, comte d'Auvergne (Guérin II), de Chalon, d'Autun, d'Arles, de Provence, de Bourgogne et ensuite de Toulouse.
- Fandilas, San Fandila (ou saint Fandille en français), moine espagnol.
- Radelgaire Ier de Bénévent, prince lombard de Bénévent.

## Crédit d'auteurs
- Cet article est partiellement ou en totalité issu de l'article intitulé « 853 » (voir la liste des auteurs).